# 陳初哲
陳初哲（1736年—1787年），字在初，號永齋，江蘇蘇州府元和縣人，清朝政治人物。

## 生平
生於乾隆二年（1736年）。祖父陳彥瑜（名震）為何焯入室弟子。父陳光岳（名樹勳）為兩江總督尹繼善賞識器重。陳初哲少聰穎善文，是乾隆三十四年（1769年）己丑科狀元，為元和縣分縣以來首位狀元。授翰林院修撰，乾隆三十七年（1772年）任四庫全書纂修官，歷任文淵閣校理、會試同考官、陝西鄉試正考官。乾隆四十三年（1778年）京察一等，授湖北荊宜道，在任五年有政聲。丁母憂，兩年後丁父憂歸里，乾隆五十二年（1787年）卒。

## 家族
二弟陳希哲，字復初，號雲濤，乾隆三十年（1765年）乙酉科舉人，授內閣中書，著有《雲濤吟稿》。三弟陳同哲。夫人張氏早逝，繼妻為婁關蔣氏家族蔣仙根女、《立厓詩鈔》作者蔣業晉妹，有子陳兆賢（字/號蘭汀）。